# Obere Burg Unterbalbach
Die Obere Burg Unterbalbach, auch Oberes Schloss Unterbalbach, ist eine abgegangene Burg auf der Gemarkung des Lauda-Königshofener Stadtteils Unterbalbach im Main-Tauber-Kreis in Baden-Württemberg. Die Bezeichnung Obere Burg entstand zur Abgrenzung von der Unteren Burg Unterbalbach.

## Geschichte
Im 14. Jahrhundert erwarb das Rittergeschlecht der Sützel von Mergentheim Güter und Besitzungen in Unterbalbach. Die Sützel hatten in Unterbalbach zwei Burgen: Die Obere Burg und die Untere Burg. Die obere Burg stand an der Stelle des heutigen Schulhauses. Sie war mit Wall, Graben und Vorhof umgeben. Der Straßenname Burgwiesenstraße erinnert an die Obere Burg. Im Jahre 1463 wurde die obere Burg belagert, jedoch nicht gestürmt, sondern nach Verhandlungen dem Würzburger Erzbischof Adolf überlassen. Am 11. Juli 1589 bzw. am 14. Januar 1590 verkauften die Erben der Sützel die beiden Burgen an den Deutschen Orden in Mergentheim. Der Deutsche Orden nutzte die Obere Burg in der Folge als Standort für ein Amtshaus, nachdem bereits um das Jahr 1580 in Unterbalbach ein Ordensamt eingerichtet wurde.